# Can Pau Vell
Can Pau Vell és una casa de Tavertet (Osona) inclosa a l'Inventari del Patrimoni Arquitectònic de Catalunya.

## Descripció
Casa aïllada, de planta rectangular, coberta a dues vessants amb el carener perpendicular a la façana, la qual es troba orientada a llevant. Consta de planta baixa i primer pis. Al davant s'hi forma un clos tancat amb una paret, i al mur es veu una arcada cega. Al davant de la façana, al pati, hi ha una taula construïda amb una roda de molí. A la façana principal, hi ha el portal que és rectangular amb dues finestres que el flanquegen, i dues finestres més a nivell del primer pis. A tramuntana s'hi afegeix un porxo cobert a una vessant, amb un portal d'accés a la planta baixa i protegit per una barana de fusta al primer pis. A continuació, s'hi annexiona un cos de construcció recent, Can Pau Nou. A migdia s'hi obren tres finestres amb espiera i a ponent tres més a diferent nivell, un portal de fusta i un cos adossat.

## Història
No es conserva cap data constructiva ni documental d'aquesta casa, però, com moltes de les de Tavertet, és fruit de l'època de l'expansió i de l'afany constructiu que dominà la pagesia catalana durant els segles XVII i XVIII, fet que en el cas de Tavertet queda palès amb l'ampliació de l'església romànica parroquial durant la mateixa època.